# Alexandre de Bragança, arcebispo de Évora
D. Alexandre de Bragança (Vila Viçosa, 17 de setembro de 1570 - Vila Viçosa, 11 de setembro de 1608), era o quinto filho do 6º Duque de Bragança, João e de sua mulher, Catarina (filha do Infante Duarte) e desde muito cedo foi destinado à carreira eclesiástica (como era usual nas famílias nobres da época. Estudou e formou-se em teologia, na Universidade de Coimbra. Devido à influência familiar junto do Rei Filipe II, veio a ser nomeado Arcebispo de Évora e Inquisidor-geral em 1602. Doente, passou a maior parte do seu episcopado em Vila Viçosa, junto da sua família, onde faleceu aos 37 anos e se encontra sepultado no Panteão dos Duques da Igreja dos Agostinhos.